# الن بری (تنیس‌باز)
الن بری (انگلیسی: Ellen Barry؛ زاده ۱۲ فوریهٔ ۱۹۸۹) یک تنیس‌باز اهل نیوزیلند است.